# Allium regelii
Allium regelii là một loài thực vật có hoa trong họ Amaryllidaceae. Loài này được Trautv. mô tả khoa học đầu tiên năm 1884.